# Phenacogrammus altus
Phenacogrammus altus är en fiskart som först beskrevs av Boulenger, 1899.  Phenacogrammus altus ingår i släktet Phenacogrammus och familjen Alestidae. IUCN kategoriserar arten globalt som livskraftig. Inga underarter finns listade i Catalogue of Life.